# Бєлозьоров Іван Павлович
Іва́н Па́влович Бєлозьо́ров (нар. 1 вересня 1918 — пом. 14 лютого 2006) — радянський військовий льотчик часів Другої світової війни, гвардії старший лейтенант. Герой Радянського Союзу (1944).

## Життєпис
Народився 1 вересня 1918 року в селі Малі Проходи, нині Дергачівського району Харківської області, в селянській родині. Росіянин. Закінчив неповну середню школу та школу ФЗУ в Харкові. Працював токарем на паровозобудівному заводі, одночасно навчався в аероклубі, по закінчення якого залишений інструктором.
До лав РСЧА призваний у 1938 році. У 1940 році закінчив Чугуївське військове авіаційне училище.
Учасник німецько-радянської війни з червня 1941 року. Воював у складі 8-го (з 14.09.1942 року — 6-го гвардійського) винищувального авіаційного полку ВПС Чорноморського флоту. З грудня 1941 року — командир авіаційної ланки 3-ї ескадрильї. Брав участь у обороні Одеси та Севастополя. Член ВКП(б) з 1944 року.
До квітня 1944 року командир ланки 6-го гвардійського винищувального авіаційного полку (11-а штурмова авіаційна дивізія, ВПС Чорноморського флоту) гвардії старший лейтенант І. П. Бєлозьоров здійснив 300 успішних бойових вильотів, провів 34 повітряних бої, у яких збив особисто 8 та у складі групи — 18 літаків супротивника.
Після війни продовжував служити у ВПС ВМФ. У 1945 році закінчив Вищі офіцерські курси ВПС ВМФ. У 1964 році підполковник І. П. Бєлозьоров вийшов у запас. Жив у місті Сімферополі, працював старшим диспетчером авіаційного підприємства цивільної авіації. З 1988 року — на пенсії.
Помер 14 лютого 2006 року. Похований на сімферопольському кладовищі «Абдал».

## Нагороди
Указом Президії Верховної Ради СРСР від 16 травня 1944 року «за зразкове виконання бойових завдань командування на фронті боротьби з німецькими загарбниками та виявлені при цьому відвагу і героїзм», гвардії старшому лейтенантові Бєлозьорову Івану Павловичу присвоєне звання Героя Радянського Союзу з врученням ордена Леніна і медалі «Золота Зірка» (№ 3805).
Також нагороджений українським орденом Богдана Хмельницького 3-го ступеня (14.10.1999), радянськими двома орденами Червоного Прапора (13.05.1942, 22.05.1943), двома Вітчизняної війни 1-го ступеня (01.03.1944, 11.03.1985), орденом Червоної Зірки (…) і медалями.